# Montferrat (Var)
Montferrat é uma comuna francesa na região administrativa da Provença-Alpes-Costa Azul, no departamento de Var. Estende-se por uma área de 34,01 km². Em 2010 a comuna tinha 1 560 habitantes (densidade: 45,9 hab./km²).